# Диоцез Куопио
Диоцез Куопио (фин. Kuopion hiippakunta) — диоцез Евангелическо-лютеранской церкви Финляндии. Кафедральным собором диоцеза является Кафедральный собор Куопио. Диоцез насчитывает 54 прихода.

## Епископы
- 1939—1961 — Ейно Сормунен[фин.]
- 1962—1974 — Олави Карес[фин.]
- 1974—1981 — Пааво Кортекангас[фин.]
- 1981—1984 — Юкка Малмиваара[фин.]
- 1984—1996 — Матти Сихвонен[фин.]
- 1996—2012 — Вилле Риеккинен[фин.]
- с 2012 — Яри Йолкконен[фин.][1]